# Michael Novak
Michael Novak (9. září 1933, Johnstown, Pensylvánie, USA – 17. února 2017, Washington, D.C., USA) byl americký katolický filozof slovenského původu, novinář, spisovatel a diplomat. Byl autorem více než 25 knih, v nichž se zabýval filozofickými a teologickými, ale i ekonomickými tématy. Jeho nejznámějším dílem je kniha Duch demokratického kapitalismu (The Spirit of Democratic Capitalism) z roku 1982.
V letech 1981–1982 Novak pracoval jako americký diplomatický zástupce v Radě pro lidská práva OSN. Čtyři roky poté pak vedl americkou delegaci při jednání KBSE. V roce 1994 obdržel Templetonovu cenu. Byl ženatý, měl tři děti a čtyři vnoučata.

## Životopis
Jeho rodina měla zajímavý původ – ze strany otce byl potomkem slovenských přistěhovalců a matka byla již z „klasické“ slovensko-americké rodiny z oblasti východního pobřeží. Již ve velmi útlém věku jeho směřování bylo jasně přimočaré – vstoupil do Kongregace sv. Kříže a podstoupil kněžskou formaci nejdříve se studiem filosofie ve Stonehill College a následně pak v Římě, kde vystudoval teologii na Papežské gregoriánské univerzitě. Několik měsíců po jeho kněžském svěcení v roce 1960 u něj ale došlo k zásadnímu zlomu, kněžskou službu opustil a o několik let později byl i laicizován.
Po opuštění kněžského stavu vystudoval obor dějiny a filosofie náboženství na Harvardově univerzitě a od počátku šedesátých let se živil jako žurnalista. Stal se dopisovatelem časopisů Commonweal a National Catholic Reporter a pak následně pracoval jako zahraniční dopisovatel magazínu Time informující z Říma o průběhu jednání druhého vatikánského koncilu. Později pak pracoval převážně jako editor pro periodika Commonweal a Christian Century, dále pak jako náboženský editor v National Review a jako redaktor časopisu First Things a pak mnohem později i jako šéfredaktor Crisis Magazine.
Od druhé poloviny šedesátých let se začal aktivně zapojovat také do politického života. V roce 1968 pomáhal v kampaních Eugenovi McCarthymu a Robertu F. Kennedymu. Psal řeči demokratickému kandidátovi na viceprezidenta S. Shriverovi během neúspěšné kandidatury senátora George McGoverna na prezidenta Spojených států amerických. Byl zásadním odpůrcem války ve Vietnamu, a to již od počátku americké intervence. Postupem času se tak odvrátil od levicové politiky demokratické strany a přešel ke smýšlení republikánů, které se zakládalo na myšlenkách neokonzervativní školy. Během Reaganovy vlády zastával post velvyslance USA při Komisi pro lidská práva OSN a pracoval v představenstvu pro Mezinárodní vysílání, které mělo dohled nad vysíláním Rádia Svobodná Evropa a Radia Free Liberty. V roce 2003 – nedlouho před americkou invazi do Iráku – navíc dorazil do Vatikánu, kde jako diplomat obhajoval před vysoce postavenými vatikánskými kritiky (mezi nimi i tehdejší papež Jan Pavel II.) nutnost války v této zemi z důvodu sebeobrany demokracie před iráckým režimem Saddáma Husajna.
Vedle veškerých svých aktivit se však i nadále věnoval akademické práci. Přednášel na Harvardově univerzitě, Stanfordu, Notre Dame a Ave Maria University. Na počátku sedmdesátých let se podílel na vytváření nového humanitního studijního programu v Rockeffelerově nadaci v New Yorku. Od roku 1978 po mnoho let byl členem think-tanku American Enterprise Institute. Zde také ve spolupráci s Williamem Barrodym vznikla jeho nejvýznamnější práce Duch demokratického kapitalismu (The Spirit of Democratic Capitalism), která byla nedlouho poté přeložena do mnoha světových jazyků a která naprosto ojedinělým způsobem nahlédla interdisciplinárně do oblasti teologie ve spojení s ekonomií. Mezi jeho velké přínosy patřil Seminář třetího milénia, kde zapojil do diskuze o katolickém sociálním učení jak studenty ze severní Ameriky, tak i východní Evropy.

## Ocenění
Za pokrok ve studiu náboženství se stal roku 1984 laureátem Templetonovy ceny.